# Gabriel Barbosa
Gabriel Barbosa Almeida, również Gabigol (ur. 30 sierpnia 1996 w São Bernardo do Campo) – brazylijski piłkarz występujący na pozycji napastnika w brazylijskim klubie Flamengo oraz w reprezentacji Brazylii. Wychowanek Santosu. Złoty medalista Letnich Igrzysk Olimpijskich 2016. Srebrny medalista Copa América 2019, uczestnik Copa América 2016.

## Kariera klubowa

### Santos

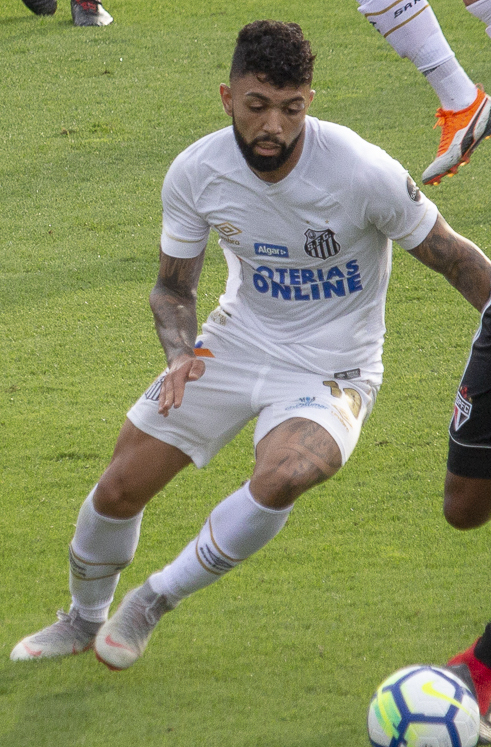
Gabriel w barwach Santosu w 2018 roku

Urodzony w São Bernardo do Campo w stanie São Paulo, Gabriel dołączył do zespołu Santos FC w 2004 roku. Dzięki licznym bramkom zdobytym w kategoriach młodzieżowych zyskał przydomek Gabigol. 25 września 2012 r. podpisał profesjonalną umowę, w której została zawarta klauzula wykupu w wysokości 50 mln EUR. Swój debiut zaliczył 17 stycznia następnego roku w towarzyskim meczu z Grêmio Barueri.
26 maja 2013 r. Gabriel zadebiutował w lidze, mając zaledwie 16 lat, w zremisowanym 0-0 meczu z Flamengo. Pierwszą bramkę w zawodowej karierze zdobył 22 sierpnia, zdobywając jedyną bramkę w wygranym domowym meczu z Grêmio w ramach Copa do Brasil.
Gabriel pierwsze trafienie w Série A zaliczył 20 kwietnia 2014 roku, w zremisowanym 1-1 meczu ze Sport Recife. 23 września podpisał nową pięcioletnią umowę z klubem. Sezon zakończył z dorobkiem 21 bramek o dziesięć więcej niż Leandro Damião.
Sezon 2015 rozpoczynał na ławce, w pierwszym składzie zaczął występować częściej gdy z drużyny odszedł Robinho. Strzelił dziesięć goli w Brasileirão, dodatkowo dokładając osiem bramek w Copa do Brasil co uczyniło go najlepszym strzelcem zespołu w tych rozgrywkach. Imponująca forma z tego sezonu pozwoliła mu znaleźć się w gronie 101 najlepszych młodych piłkarzy według hiszpańskiego magazynu sportowego Don Balón.

### Inter Mediolan
27 sierpnia 2016 r. Gabriel podpisał pięcioletnią umowę z Interem Mediolan o wartości 29,5 mln EUR. Strzelił swojego pierwszego gola dla Interu 19 lutego po tym, jak wszedł jako rezerwowy w wyjazdowym meczu przeciwko Bolonii.

#### Benfica (wypożyczenie)
Rok po przyjeździe do Europy, Gabigol został wypożyczony do portugalskiego klubu Benfica na cały sezon. Zadebiutował w nowym klubie 12 września w meczu Ligi Mistrzów UEFA przeciwko CSKA Moskwa, zastępując Álexa Grimaldo w 77. minucie.
Gabriel zadebiutował w Primeira Liga cztery dni później w przegranym 2-1 meczu z Boavistą. Zastąpił tam Andriję Zivkovica, ponownie wchodząc na boisko w 77. minucie. Opuścił klub w styczniu, notując zaledwie 165 minut gry i jedną bramkę zdobytą, przeciwko Olhanense w rozgrywkach Taça de Portugal.

#### Powrót do Santosu (wypożyczenie)
25 stycznia 2018 r. były klub Gabriela, Santos ogłosił, że osiągnęli porozumienie z Interem w sprawie jego powrotu do Brazylii na zasadzie rocznego wypożyczenia. Pierwszy mecz po powrocie miał miejsce 11 lutego w zremisowanym 2-2 meczu z Ferroviárią.
Gabriel zadebiutował w rozgrywkach Copa Libertadores 1 marca 2018 r. w przegranym 2-0 wyjazdowym spotkaniu z Realem Garcilaso. 11 maja strzelił pierwszego w karierze hat-tricka w spotkaniu Pucharu Brazylii przeciwko Luverdense.

#### Flamengo (wypożyczenie)
11 stycznia 2019 r. Flamengo oficjalnie ogłosiło zawarcie umowy z Interem Mediolan o wypożyczenie Gabriela do 31 grudnia 2019 r.
Gabriel zadebiutował we Flamengo 23 stycznia 2019 r. w rozgrywkach Campeonato Carioca w zremisowanym 1–1 meczu przeciwko Resende. Pierwszego gola dla nowego klubu zdobył 24 lutego 2019 r. w wygranym 4-1 meczu z Americano. Flamengo wygrało Campeonato Carioca 2019, a Gabriel strzelił 7 bramek w 12 meczach, a także został wybrany do najlepszej drużyny turnieju.
23 listopada 2019 r. Barbosa strzelił dwa gole w meczu finałowym Copa Libertadores 2019, który Flamengo wygrało 2-1 z River Plate. Chwilę później został usunięty z boiska za wybitnie niesportowe zachowanie. Ostatecznie Brazylijczyk został najlepszym strzelcem całego turnieju z dorobkiem 9 bramek. Niecałe 24 godziny później Flamengo zostało mistrzem Campeonato Brasileiro. Barbosa strzelił 25 bramek w lidze, dzięki czemu po raz drugi z rzędu został najlepszym strzelcem ligi brazylijskiej. Dokonał tego jako pierwszy zawodnik od 1995, gdy tej samej sztuki dokonał Túlio Maravilha. 25 bramek to również rekordowy wynik od czasu wprowadzenia ówczesnego systemu rozgrywek (mecz i rewanż każdy z każdym). Kibice Flamengo szybko mianowali Barbosę jako jednego ze swoich ulubionych graczy i często skandowali hasło Hoje tem gol do Gabigol (dziś Gabigol strzeli gola). Za swoje wysiłki Barbosa otrzymał nagrodę Bola de Ouro.

## Kadra narodowa

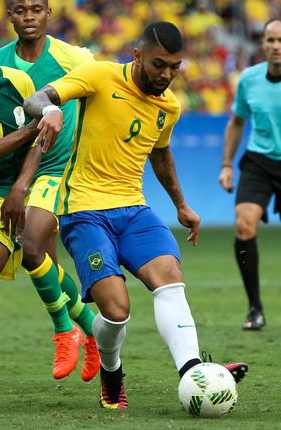
Gabriel w 2016 roku

### Reprezentacje młodzieżowe
Gabriel znalazł się w 23-osobowym składzie powołanym przez Alexandre Gallo na Młodzieżowe Mistrzostwa Ameryki Południowej 2015 w Urugwaju. 20 stycznia 2015 roku, ustalił wynik w wygranym 2-0 meczu z Wenezuelą.
W 2015 roku Gabriel był również powoływany na spotkania towarzyskie w drużynie U-23, strzelając sześć bramek w czterech meczach. Był także częścią zespołu, który zdobył złoty medal na letnich igrzyskach olimpijskich 2016 pod kierownictwem Rogério Micale.
Gabriel strzelił bramkę dla Brazylii w ostatnim meczu grupowym z Danią, ostatecznie zakończonym zwycięstwem 4-0.

### Reprezentacja seniorska
W dniu 26 marca 2016 r. Gabriel otrzymał swoje pierwsze powołanie do pierwszej reprezentacji, zastępując zawieszonego Neymara przed meczem kwalifikacji do Mistrzostw Świata 2018 przeciwko Paragwajowi. Przez cały mecz był jednak tylko rezerwowym w starciu na Estadio Defensores del Chaco w Asunción.
5 maja 2016 r. Gabriel został powołany przez menedżera Dungę na turniej Copa América Centenario, które odbył się w Stanach Zjednoczonych. Podczas tego turnieju zaliczył swój debiut w dniu 29 maja, zastępując Jonasa i wpisując się na listę strzelców w wygranym 2-0 meczu z Panamą.

## Sukcesy

### Santos
- Campeonato Paulista: 2015, 2016

### Flamengo
- Mistrzostwo Brazylii: 2019
- Mistrzostwo stanu Rio de Janeiro: 2019
- Copa Libertadores: 2019
- Superpuchar Brazylii: 2020
- Recopa Sudamericana: 2020

### Reprezentacyjne
- Igrzyska Olimpijskie: 2016

### Indywidualne
- Król strzelców Pucharu Brazylii: 2014, 2015, 2018
- Król strzelców ligi brazylijskiej: 2018, 2019
- Król strzelców Copa Libertadores: 2019
- Południowoamerykański Piłkarz Roku: 2019
- Bola de Ouro: 2020
- Bola de Prata: 2018, 2019
- Drużyna roku Campeonato Paulista: 2016, 2018
- Drużyna roku ligi brazylijskiej: 2018, 2019
- Drużyna roku Campeonato Carioca: 2019